# Mélissa Maboulou
Mélissa Maboulou, née le 20 août 1991 à Montfermeil,, est une handballeuse internationale congolaise (RDC).

## Biographie
Mélissa Maboulou commence sa carrière de haut niveau avec Le Havre AC lors de la saison 2008-2009, participant à la Coupe des vainqueurs de coupe. Mais elle ne parvient pas à s'imposer au Havre et rejoint en 2009 l'OSC Lomme qui évolue en Nationale 1 (D3). Elle évolue ensuite en division 2 pour le Mérignac Handball de 2010 en 2012 et pour le Handball Octeville-sur-Mer entre 2012 et 2013. Elle retrouve enfin la Nationale 1 (D3), à la Stella Saint-Maur de 2013 en 2014 puis au Aulnay Handball de 2015 en 2016.
Avec la sélection nationale de RD Congo, elle est vice-championne d’Afrique lors de la CAN 2014 en Algérie, où la RDC est battue en finale face à la Tunisie 20-23 malgré 4 buts de Mélissa Maboulou